# Criterio di Rayleigh

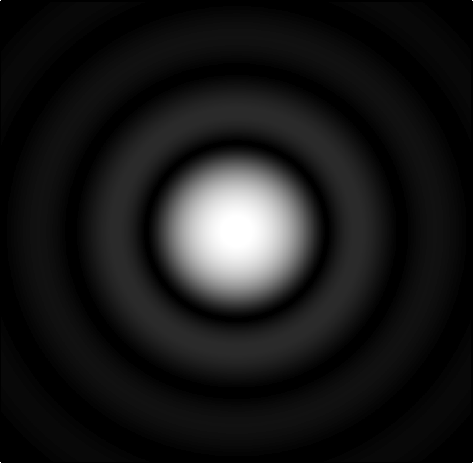
Figura di diffrazione prodotta da un'apertura circolare

Una lente, nel focalizzare un'immagine, si comporta come un foro circolare su uno schermo opaco, quindi produce figure di diffrazione analoghe al caso della fenditura singola (vedi figura); precisamente, la figura di diffrazione prodotta da un foro circolare consiste in un disco centrale, detto "disco di Airy", e in alcuni anelli chiari e scuri concentrici con esso. Gli effetti di tale diffrazione pongono un limite alle capacità risolutive degli strumenti ottici, in particolare limitano la possibilità di distinguere due sorgenti luminose puntiformi che abbiano una piccola separazione angolare e intensità circa uguali.
Il criterio di Rayleigh permette di sapere qual è la minima distanza angolare oltre la quale è possibile la risoluzione conoscendo la lunghezza d'onda della luce osservata e il diametro del foro di osservazione (detto anche pupilla). Il criterio di Rayleigh afferma che due sorgenti puntiformi sono distinguibili se la loro separazione angolare è maggiore o uguale al raggio del disco di Airy, inteso come distanza angolare tra il centro e il bordo, per ciascuno dei due punti, il quale è pari a:
{\displaystyle \theta _{R}=1{,}22\,{\frac {\lambda }{d}}}
dove λ è la lunghezza d'onda della luce osservata e d è il diametro del foro di osservazione.
Quando si costruisce uno strumento ottico che deve distinguere oggetti con piccola distanza angolare, si cerca di limitare il più possibile la dimensione del disco centrale della figura di diffrazione. Il criterio di Rayleigh ci dice che ciò si può ottenere aumentando il diametro della lente o diminuendo la lunghezza d'onda. È per questo che si cerca di costruire telescopi con il più grande diametro possibile e che nei microscopi viene spesso usata luce ultravioletta al posto della luce visibile.
Un esempio interessante è dato dall'occhio umano. La pupilla ha un diametro, in condizioni di luminosità normale diurna, di circa 3 mm. Prendendo in esame luce con lunghezza d'onda λ = 550 nm, risulta che la minima separazione angolare visibile dall'uomo è di 0,224 × 10−3 radianti, pari a circa 46". Ne segue che siamo in grado di distinguere due capelli vicini (il diametro di un capello è circa 70 µm) solo fino ad una distanza di 30 cm circa.